# Laberlière
Laberlière település Franciaországban, Oise megyében. Lakosainak száma 200 fő (2022. január 1.). Laberlière Biermont, Ricquebourg és Roye-sur-Matz községekkel határos.

## Népesség
A település népességének változása:
| Lakosok száma | 190  | 195  | 196  | 197  | 200  | 202  | 202  | 202  | 200  |
|               | 2013 | 2015 | 2016 | 2017 | 2018 | 2019 | 2020 | 2021 | 2022 |